# 弗雷德里克·约里奥-居里
让·弗雷德里克·约里奥-居里（法語：Jean Frédéric Joliot-Curie，原姓氏为约里奥（Joliot），1900年3月19日—1958年8月14日），法国物理学家，1935年诺贝尔化学奖获得者。

## 生平
1900年出生于法国巴黎，毕业于巴黎高等物理化工学院， 师从著名物理学家保羅·朗之萬。1925年，在朗之万的推荐下，他成为居里夫人在镭学研究所（Institut du Radium，今Institut Curie）的助手。不久，他与居里夫人的长女伊雷娜·居里堕入爱河，在1926年结婚后不久，这对夫妇同时将他们的姓氏更改为约里奥-居里。在玛麗的坚持要求下，约里奥在从事放射性元素电化学分析期间获得了理学士学位和理学博士学位。
在担任巴黎理学院讲师期间，他与妻子合作研究原子结构，主攻原子射线。他们曾两次与诺贝尔奖失之交臂：
- 1932年，约里奥-居里夫妇合作，用放射性钋所产生的α射线轰击铍、锂、硼等元素，发现了前所未见的穿透性强的辐射，但未能正确识别而使得，后来被卢瑟福的学生查德威克归结研究，确立为中子，查德威克因发现中子而获得1935年诺贝尔物理学奖。
- 约里奥-居里夫妇最早在实验中得到正电子，同样因为未能正确识别而使得这一荣誉最终归结到卡尔·戴维·安德森头上，安德森因发现正电子而获得1936年诺贝尔物理学奖。

不过，因为发现稳定的感生放射性(人工放射性的一种)，他们获得了1935年诺贝尔化学奖。他也是历史上最年轻的诺贝尔化学奖得主（35歲）。

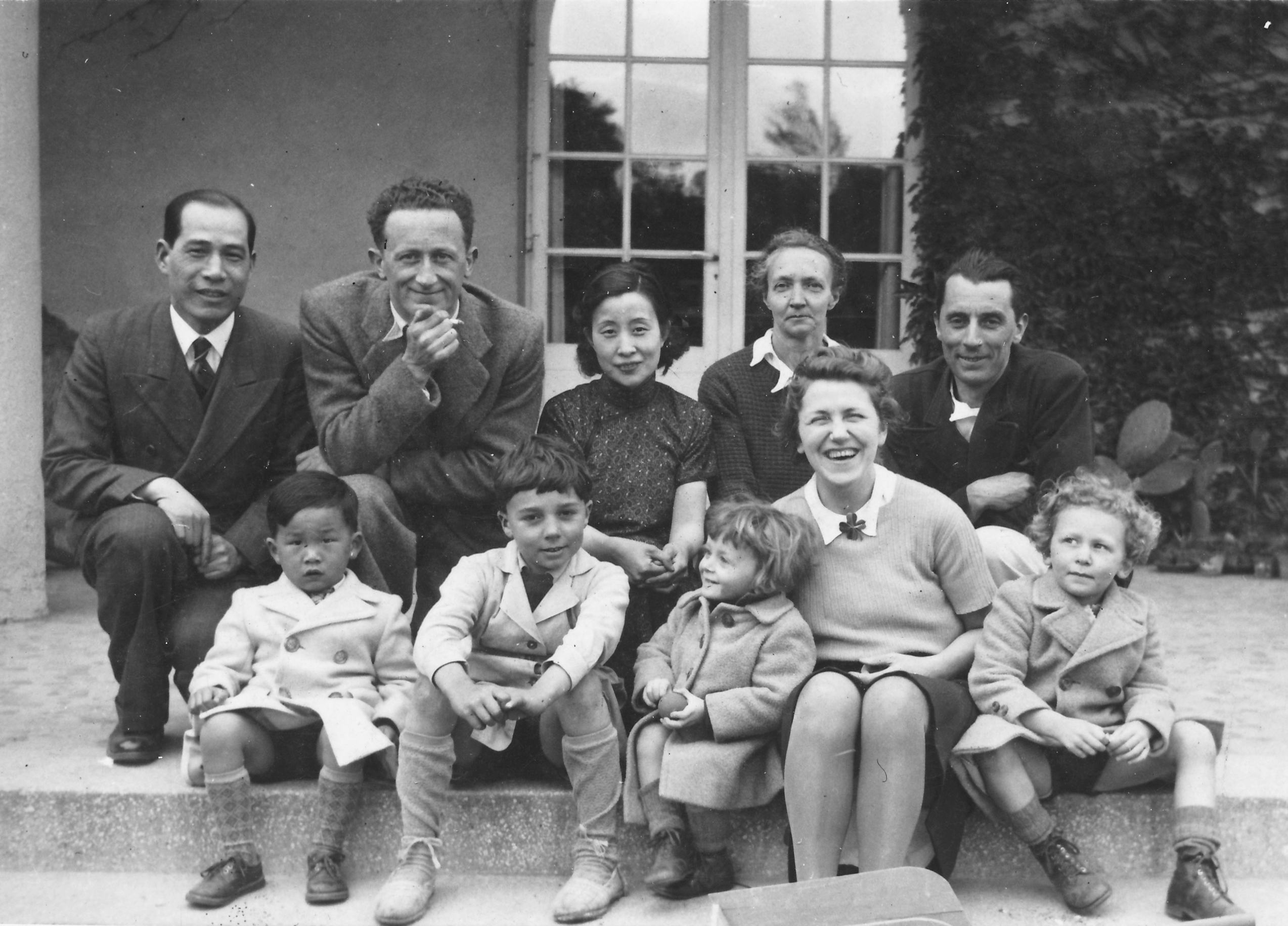
约里奥-居里、伊雷娜·居里和汪德昭、李惠年家庭合影(1941年夏)

1937年，他开始担任法兰西学院教授，并参与链式反应和核反应条件的研究，成功通过利用铀和重水实现可控核裂变的核反应产生能量。约里奥是爱因斯坦在与罗斯福总统的信件中提及的科学家之一，爱因斯坦称他为链式反应的主导科学家之一。在第二次世界大战期间，他坚持在法兰西学院和镭学所的研究工作，但拒绝从事核武器方向的研究。1942年，约里奥加入了法国共产党，是法国被占期间秘密抵抗组织的成员，并于1944年参加了巴黎的反德暴动。他于巴黎解放后担任法国國家科學研究中心(CNRS)主任(1944-1946)，受命组建法国原子能委员会，并于1945年被戴高乐总统任命为第一任总干事。1950年，由于他大力宣扬世界和平理事会的斯德哥尔摩宣言(抵制核武)，及其法共党员的身份与冷战的国际政治氛围相冲突，被法国政府停止原子能委员会总干事职务。1956年，妻子伊雷娜·约里奥-居里逝世，约里奥接任镭学研究所所长职务，并一直坚持研究工作至1958年逝世，戴高乐总统宣布为约里奥举行国葬。著名中国科学家严济慈、汪德昭、钱三强都曾与约里奥在巴黎共事。

## 逸闻
约里奥-居里在尚未成名以前，被法国科学界的一些人讽刺为“驸马”，认为他是通过迎娶居里夫人之女而发达，他把自己和妻子的姓氏合在一起的行为也引起很多非议，居里夫人曾为此专门安慰女婿。

## 姓氏
他们的姓氏是“Joliot-Curie”而非“Joliot Curie”，在一些汉语科技文献和物理资料中，常将约里奥-居里的姓氏翻译成“约里奥·居里”，这种翻译是不准确的；同样的，在英语、法语的科技文献和物理资料中，也存在大量使用“Joliot Curie”而非“Joliot-Curie”的情况。
另外，还有将约里奥-居里夫妇称为“小居里夫妇”的说法，这种用法常在中国大陆物理学界作为口语使用，以和“老居里夫妇”（皮埃尔·居里夫妇）相区别；英语和港台地区使用的繁体中文中，没有此种说法。但在中国大陆正式出版物中，使用的均是“约里奥-居里夫妇”而非“小居里夫妇”。后者只是一种非正式的提法。
“约里奥-居里”这个姓氏类似于中国的“双姓（父母联姓）”，但不同的是，他们只是“夫妇联姓”，他们子女并未随父母联姓，子女结婚前的姓氏都是“约里奥”。其中，他们的女儿在与米歇尔·朗之万结婚后，将姓氏改为“朗之万-约里奥”。